# Жигер (Таскалинский район)
Жигер (каз. Жігер, до 2010 г. — Красненькое) — село в Таскалинском районе Западно-Казахстанской области Казахстана. Входит в состав Таскалинского сельского округа. Код КАТО — 276030200.

## Население
В 1999 году население села составляло 169 человек (79 мужчин и 90 женщин). По данным переписи 2009 года, в селе проживали 52 человека (30 мужчин и 22 женщины).